# Замирания сигнала

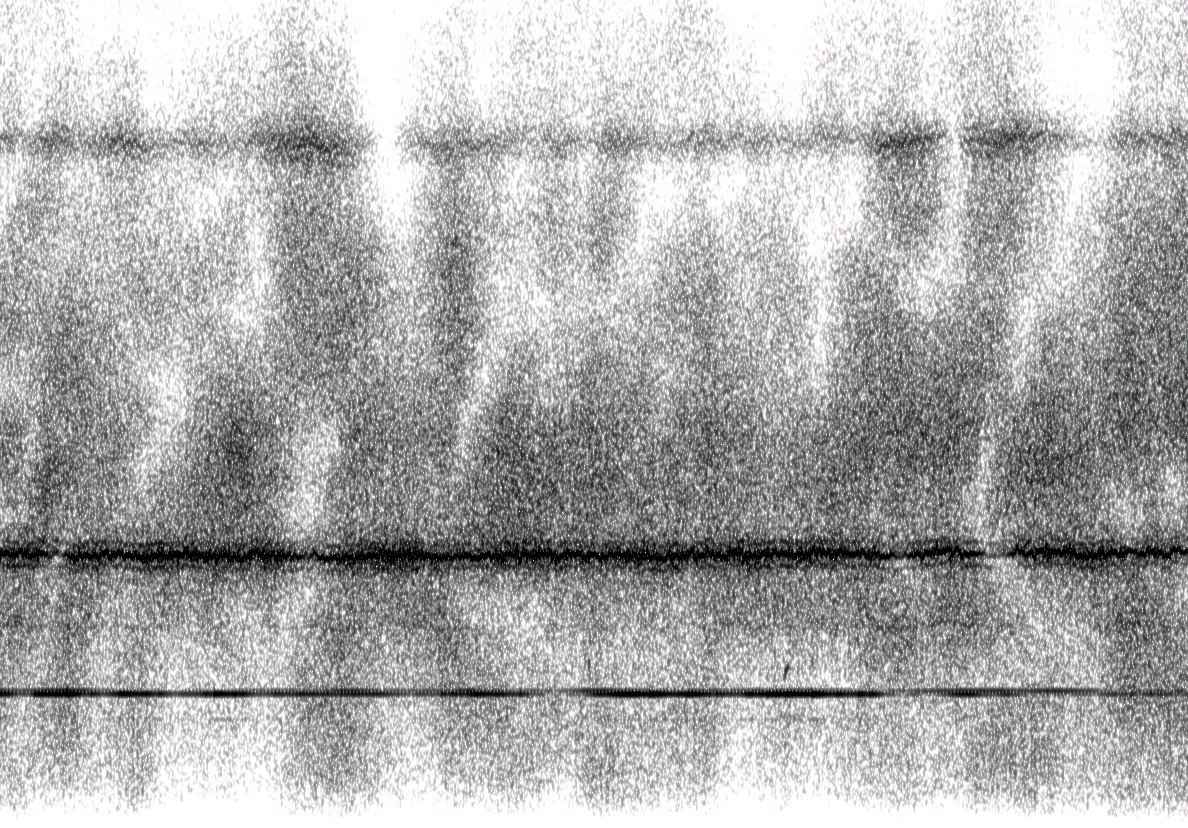
Частотно-избирательное изменяющееся во времени замирание вызывает появление облачной картины на спектрограмме. Время показано на горизонтальной оси, частота на вертикальной оси и амплитудного спектра сигнала в виде интенсивности шкалы яркости.

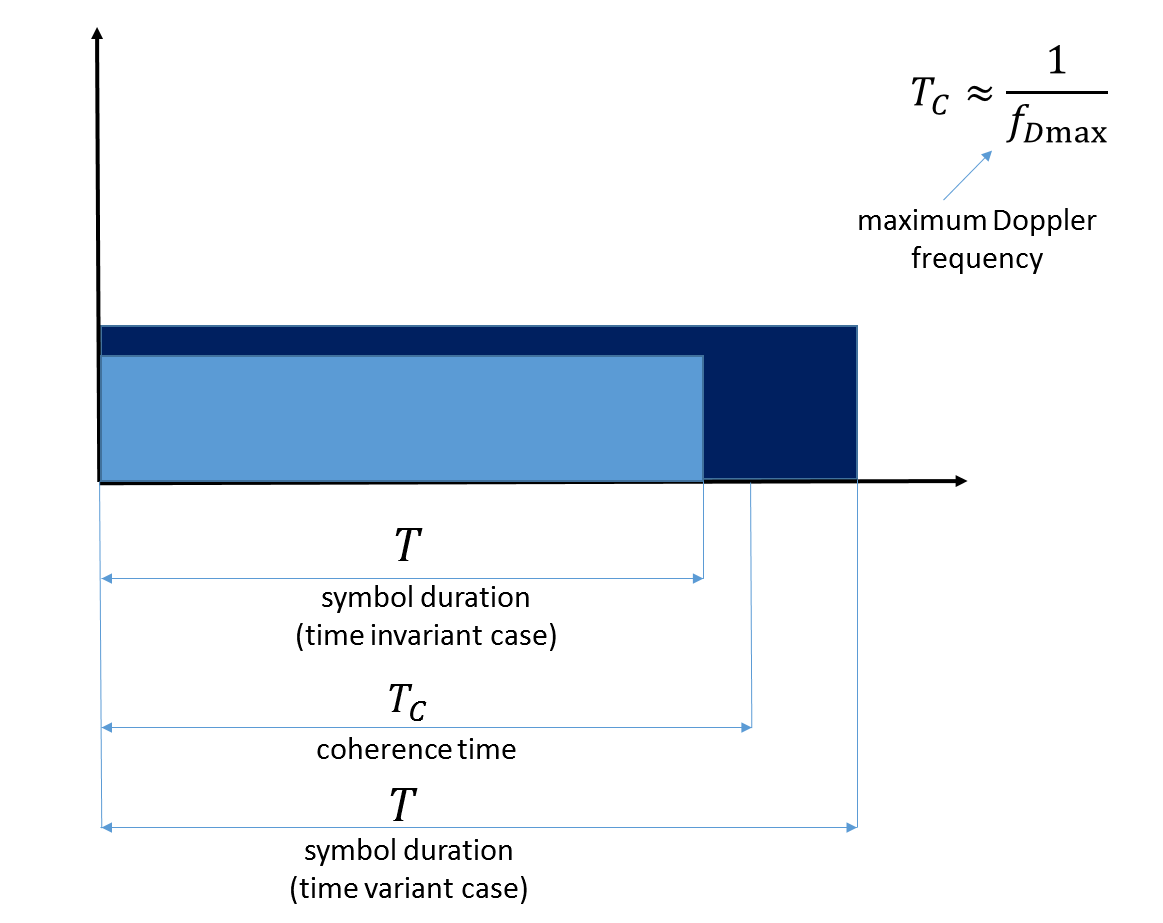
Время когерентности

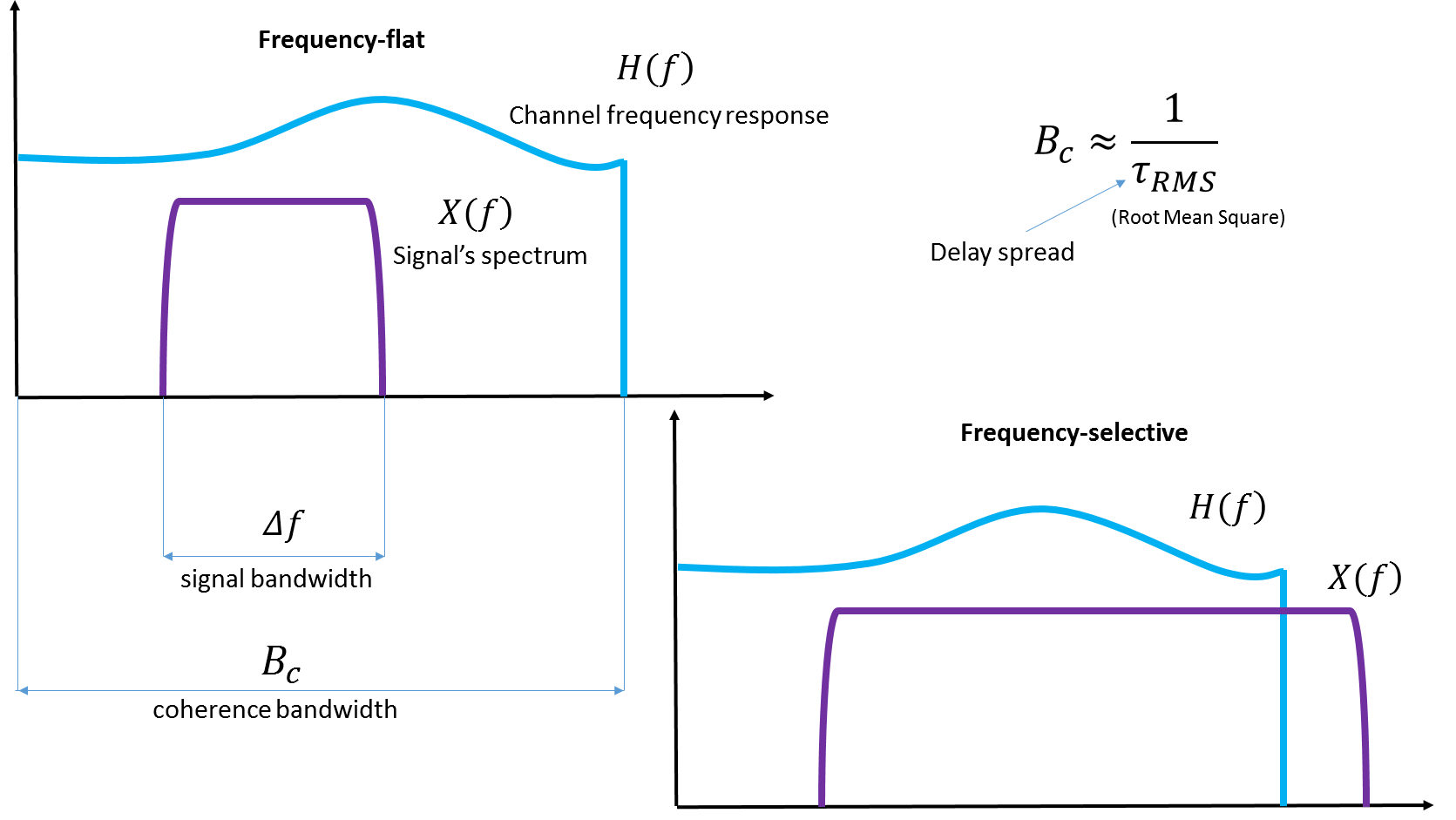
Полоса когерентности

Замирания (фединг, англ. fading) — изменения амплитуды сигнала из-за многолучёвости, также дополнительно из-за перемещения передатчика, приёмника или окружающих предметов в системе радиосвязи и/или распространения сигнала через неоднородную среду, например, ионосферу. Замирания можно рассматривать как результат воздействия на сигнал мультипликативной помехи.

## Классификация
Замирания могут быть мелкомасштабными и крупномасштабными.
Мелкомасштабные замирания подразделяются на медленные и быстрые, гладкие и частотно-селективные. В случае, когда передаточная характеристика канала за время передачи информационного символа {\displaystyle Ts} изменяется незначительно, замирания называют медленными, в противном случае — быстрыми. В случае, когда значение {\displaystyle Ts} существенно превосходит среднеквадратичное отклонение значений задержек лучей, замирания называются гладкими, если оказывается меньше, то частотно-селективными, так как в последнем случае ширина полосы частот канала оказывается меньше ширины полосы частот сигналов.
Гладкие замирания моделируются с помощью рэлеевского распределения (при отсутствии прямой видимости), райсовского распределения (при наличии прямой видимости) и распределения Накагами.
Крупномасштабные замирания связаны с эффектом потерь на трассе и затенения. Крупномасштабный фединг моделируется с помощью логнормального распределения.